# Doues
Doues là một đô thị tại vùng tự trị thung lũng Aosta phía bắc Ý. Đô thị này có diện tích 16 km², dân số 375 người..
Đô thị này có làng trực thuộc: Hameaux: Aillan, Bovier, Champ-Mort, Champsavinal, Chanet, Châtellair, Chez-Croux, Condemine, Coudrey, Coudrey Dessus, Crêtes, Dialley, Haut-Prabas, Javiod, La Bioulaz, La Cerise, La Chenal, La Cleyvaz, La Coud, La Crétaz, La Perrouaz, Lusey, Meylan, Orbaney, Plan d'Aillan, Planavilla, Plataz, Ploutre, Posseil, Prabas, Torrent; Localités: Arp du Bois, Champillon, Chesery, Creuseuvy, Creux, Favre, Grangia Rossa, L'arp de Praz, Larveusse, Le Parc, Moffes, Pessinoille, Piolet, Piolet-Dessus, Piolet du Milieu, Plan Taredaz, Pointier, Pré, Tsanorgne, Tsa di Champillon, Veries, Vorbé.
Đô thị này giáp các đô thị sau: Allein, Etroubles, Gignod, Ollomont, Roisan, Valpelline.

## Biến động dân số
| Allein • Antey-Saint-André • Aoste • Arnad • Arvier • Avise • Ayas • Aymavilles • Bard • Bionaz • Brissogne • Brusson • Challand-Saint-Anselme • Challand-Saint-Victor • Chambave • Chamois • Champdepraz • Champorcher • Charvensod • Châtilon • Cogne • Courmayeur • Donnas • Doues • Emarèse • Etroubles • Fontainemore • Fénis • Gaby • Gignod • Gressan • Gressoney-La-Trinité • Gressoney-Saint-Jean • Hône • Introd • Issime • Issogne • Jovençan • La Magdeleine • La Salle • La Thuile • Lillianes • Montjovet • Morgex • Nus • Ollomont • Oyace • Perloz • Pollein • Pont-Saint-Martin • Pontboset • Pontey • Pré-Saint-Didier • Quart • Rhêmes-Notre-Dame • Rhêmes-Saint-Georges • Roisan • Saint-Christophe • Saint-Denis • Saint-Marcel • Saint-Nicolas • Saint-Oyen • Saint-Pierre • Saint-Rhémy-en-Bosses • Saint-Vincent • Sarre • Torgnon • Valgrisenche • Valpelline • Valsavarenche • Valtournenche • Verrayes • Verres • Villeneuve |